# Persicaria bussei
Persicaria bussei är en slideväxtart som först beskrevs av A. Peter, och fick sitt nu gällande namn av Sojak. Persicaria bussei ingår i släktet pilörter, och familjen slideväxter. Inga underarter finns listade i Catalogue of Life.